# جينيفر غارنر
جينيفر آن غارنر (ولدت في 17 أبريل 1972 –) (بالإنجليزية: Jennifer Anne Garner)، هي ممثلة ومنتجة سينمائية أمريكية. ولدت في هيوستن، تكساس، الولايات المتحدة، ونشأت في تشارلستون، فيرجينيا الغربية، الولايات المتحدة. درست مسرح في جامعة دينيسون وبدأت التمثيل كبديلة لشركة مسرح راوند أباوت في مدينة نيويورك. ظهرت لأول مرة على الشاشة التلفزيونية في فيلم تلفزيوني مُقتبس من رواية رومانسية من تأليف دانيال ستيل وبعنوان زويا دانيال ستيل في عام 1995. كما كان لها ظهور تلفزيوني كضيفة شرف وأدوار سينمائية مساعدة، بالإضافة إلى دورها في مسلسل دراما المراهقين التلفزيوني الوقت من حياتك من 1999 وحتي 2000، ودور مساعد في فيلم الدراما الحربية بيرل هاربر في 2001.
كسبت الشهرة بدورها كضابطة في المخابرات المركزية الأمريكية في مسلسل إيلياس، والذي عرض لخمس مواسم على قناة إيه بي سي من 2001 إلى 2006. فازت جينفير بجائزة الغولدن غلوب وجائزة نقابة ممثلي الشاشة، عن دورها في المسلسل.
بينما كانت تعمل في إيلياس، شاركت في أفلام عدة منها بيرل هاربر (2001) وأمسكني لو استطعت (2002). منذ ذلك الحين، ظهرت في أدوار مساعدة وأيضاً رئيسية في 13 أصبحت 30 (2004) وإلكترا (2005) وجونو (2007) وحياة تيموثي غرين الغريبة (2012) ونادي دالاس للمشترين (2013) ورجال ونساء وأطفال (2014). جينيفر غارنر كانت متزوجة من الممثل والمخرج بن أفليك ولديهما 3 أطفال.

## النشأة
وُلدت جينفر يوم 17 أبريل، 1972 في هيوستن، تكساس، لكنها انتقلت في سن الثالثة إلى تشارلستون، غرب فيرجينيا. والدها ويليام جون غارنر كان يعمل كمهندس كيميائي، ووالدتها باتريشيا آن ربة منزل، وعملت لاحقا في تدريس اللغة الإنجليزية في إحدى الكليات. لها أخت أكبر تُدعى ميليسا ويلي، وأخت أصغر تدعى سوزانا كاربنتر. نشأت جينيفر كفتاة تقليدية، ووصفت طفولتها بفتاة تسعى لتمييز نفسها عن شقيقتها البارعة الأكبر سنا. في حين أن جينيفر لم تكبر في أسرة نشطة سياسيا، والدها كان «محافظ جدا» بينما والدتها كانت «زرقاء».
كانت جنيفر تداوم على حضور عطلة مدرسة الكتاب المقدس وكانت تزور الكنيسة كل يوم أحد. التحَقَت جينيفر بمدرسَة جورج واشنطن الثانوية في تشارلستون،

## الحياة الخاصة
كان لجينفير غارنر علاقة لمدة خمس سنوات مع سكوت فولي. تقابلا خلال جلسة تصوير مسلسل فيليسيتي عام 1998، تزوجا في حفل أقاماه في منزلهم يوم 19 أكتوبر، 2000، وانفصلا في مارس 2003. قدمت جينيفر طلب الطلاق في مايو 2003، معللة السبب خلافات لا يمكن حلها، ومُنِحت أوراق الطلاق في مارس 2004.
جينيفر غارنر تزوجت الممثل والمخرج بن أفليك، بدأت علاقتهما في العام 2004، ليعرض أفليك عليها الزواج في عيد ميلادها الثالث والثلاثين، تزوج الثنائي في حفل زفاف في 29 يوليو 2005. ولديهما ابنتان الأولى هي فيوليت التي ولدت في ديسمبر 2005 والثانية سيرافينا روز إليزابيث أفليك التي ولدت في 6 يناير 2009.

## الترشيحات والجوائز

### الغولدن غلوب
أفضل ممثلة في مسلسل درامى عام 2002 عن مسلسل Alias وفازت بها
أفضل ممثلة في مسلسل درامى عام 2003 عن مسلسل Alias
أفضل ممثلة في مسلسل درامى عام 2004 عن مسلسل Alias
أفضل ممثلة في مسلسل درامى عام 2005 عن مسلسل Alias

## أعمالها

### أفلام
| السنة | العنوان                      | العنوان                         | الدور | المخرجون        |
| السنة | بالعربية                     | بالإنجليزية                     | الدور | المخرجون        |
| ----- | ---------------------------- | ------------------------------- | ----- | --------------- |
| 1997  | في طريق الأذى                | In Harm's Way                   |       |                 |
| 1997  | هاري المفكك                  | Deconstructing Harry            |       | وودي آلن        |
| 1997  | ساحة واشنطن                  | Washington Square               |       | آقنييسكا هولاند |
| 1997  | مستر، ماغو                   | Mr. Magoo                       |       | ستانلي تونغ     |
| 1998  | 1999                         | 1999                            |       |                 |
| 2000  | هيه، أين سيارتي؟             | Dude, Where's My Car?           |       | داني لينر       |
| 2001  | سرقة الوقت                   | Stealing Time                   |       | مارك فوسكو      |
| 2001  | بيرل هاربر                   | Pearl Harbor                    |       | مايكل بي        |
| 2002  | أمسكني لو استطعت             | Catch Me If You Can             |       | ستيفن سبيلبرغ   |
| 2003  | ديردفيل                      | Daredevil                       |       | مارك جونسون     |
| 2004  | 13 أصبحت 30                  | 13 Going on 30                  |       | غاري وينيك      |
| 2005  | إلكترا                       | Elektra                         |       | روب بومان       |
| 2006  | امسك، وافلت                  | Catch and Release               |       | سوزانا غرانت    |
| 2007  | المملكة                      | The Kingdom                     |       |                 |
| 2007  | جونو                         | Juno                            |       |                 |
| 2009  | أشباح صديقات الماضي          | Ghosts of Girlfriends Past      |       |                 |
| 2009  | اختراع الكذب                 | The Invention of Lying          |       |                 |
| 2010  | عيد الحب                     | Valentine's Day                 |       |                 |
| 2011  | آرثر                         | Arthur                          |       |                 |
| 2012  | بتلر                         | Butter                          |       |                 |
| 2012  | حياة تيموثي غرين الغريبة     | The Odd Life of Timothy Green   |       |                 |
| 2013  | نادي دالاس للمشترين          | Dallas Buyers Club              |       |                 |
| 2014  | يوم الدرافت                  | Draft Day                       |       |                 |
| 2014  | ألكسندر واليوم ... السيئ جدا | Alexander and the Terrible..Day |       |                 |
| 2014  | رجال ونساء وأطفال            | Men, Women & Children           |       |                 |
| 2015  | داني كولينز                  | Danny Collins                   |       |                 |
| 2016  | عيد الأم                     | Mother's Day                    |       |                 |
| 2016  | معجزات من الجنة              | Miracles from Heaven            |       |                 |
| 2016  | ناين لايفز                   | Nine Lives                      |       |                 |
| 2016  | ويكفيلد                      | Wakefield                       |       |                 |
| 2017  | قبائل بالوس فيرديس           | The Tribes of Palos Verdes      |       |                 |

### تلفاز
| السنة   | العنوان           | العنوان                            | ملاحظات       |
| السنة   | بالعربية          | بالإنجليزية                        | ملاحظات       |
| ------- | ----------------- | ---------------------------------- | ------------- |
| 1995    |                   | Danielle Steel's Zoya              | فيلم تلفزيوني |
| 1996    |                   | Harvest of Fire                    | فيلم تلفزيوني |
| 1996    |                   | Dead Man's Walk                    | مسلسل قصير    |
| 1996    |                   | Swift Justice                      | حلقة واحدة    |
| 1996    | قانون ونظام       | Law & Order                        | حلقة واحدة    |
| 1996    |                   | Spin City                          | حلقة واحدة    |
| 1997    |                   | The Player                         | فيلم تلفزيوني |
| 1997    |                   | Rose Hill                          | فيلم تلفزيوني |
| 1998    |                   | Significant Others                 | 6 حلقات       |
| 1998–02 | فيليستي           | Felicity                           | 3 حلقات       |
| 1999    |                   | Aftershock: Earthquake in New York | فيلم تلفزيوني |
| 1999    |                   | The Pretender                      | حلقة          |
| 1999–01 |                   | Time of Your Life                  | 19 حلقة       |
| 2001–06 | إيلياس            | Alias                              | 105 حلقة      |
| 2003    | ساترداي نايت لايف | Saturday Night Live                | حلقة واحدة    |
| 2003    | عائلة سيمبسون     | The Simpsons                       | حلقة واحدة    |
| 2013    | مغامرات مارثا     | Martha Speaks                      | حلقة واحدة    |

## وصلات خارجية
- جينيفر غارنر على موقع تي في.كوم
- جينيفر غارنر في موقع بيبول.كوم
- جينيفر غارنر على موقع IMDb (الإنجليزية)
- جينيفر غارنر على موقع ميتاكريتيك (الإنجليزية)
- جينيفر غارنر على موقع الموسوعة البريطانية (الإنجليزية)
- جينيفر غارنر على موقع روتن توميتوز (الإنجليزية)
- جينيفر غارنر على موقع مونزينجر (الألمانية)
- جينيفر غارنر على موقع قاعدة بيانات الأفلام العربية
- جينيفر غارنر على موقع ألو سيني (الفرنسية)
- جينيفر غارنر على موقع ميوزك برينز (الإنجليزية)
- جينيفر غارنر على موقع تيرنر كلاسيك موفيز (الإنجليزية)
- جينيفر غارنر على موقع أول موفي (الإنجليزية)
- Jennifer Garner at Emmys.com نسخة محفوظة 2 أبريل 2012 على موقع واي باك مشين.